# یاس بنفش (آلبوم)
یاس بنفش (انگلیسی: Lilac; کره‌ای: 라일락; لاتین‌نویسی اصلاح‌شده: Ra-illak) پنجمین آلبوم استودیویی آی‌یو، خواننده ترانه‌سرای کره‌ای است. این آلبوم در ۲۵ مارس ۲۰۲۱ توسط ئی‌دی‌ای‌ام انترتینمنت منتشر شد.

## جدول‌ها
| جدول (۲۰۲۱)                                  | بهترین موقعیت |
| -------------------------------------------- | ------------- |
| آلبوم‌های ژاپنی (اوریکون)                     | ۲۳            |
| آلبوم‌های داغ ژاپن (بیلبورد ژاپن)             | ۶۳            |
| آلبوم‌های کره جنوبی (گائون)                   | ۱             |
| آلبوم‌های تاپ هیتسیکرز ایالات متحده (بیلبورد) | ۱۸            |
| آلبوم‌های موسیقی ملل ایالات متحده (بیلبورد)   | ۹             |

| جدول (۲۰۲۱)                | موقعیت |
| -------------------------- | ------ |
| آلبوم‌های کره جنوبی (گائون) | ۳۳     |

## گواهی‌نامه‌ها و فروش‌ها
| منطقه             | گواهی  | واحد گواهی‌شده/فروش |
| ----------------- | ------ | ------------------ |
| ژاپن              | —      | ۲٬۳۴۴              |
| کره جنوبی (گائون) | پلاتین | ۴۰۲٬۸۶۴            |

## تاریخچه انتشار
| منطقه | تاریخ        | فرمت                  | ناشر                | منابع |
| ----- | ------------ | --------------------- | ------------------- | ----- |
| مختلف | ۲۵ مارس ۲۰۲۱ | دانلود دیجیتال استریم | ئی‌دی‌ای‌ام انترتینمنت | [ ۹ ] |